# Anisodamin
Anisodamin (7β-hidroksihiosciamin) je antiholinergik i antagonist α1-adrenergičkog receptora koji se koristi za tretiranje akutnog cirkulatornog šoka i Kini. On je isto tako prirodni tropanski alkaloid koji je prisutan u pojedinim biljkama iz Solanaceae familije.